# Zhu Wenxin
Zhu Wenxin er en kinesisk håndboldspiller som var venstrefløj under Sommer-OL 2008 i konkurrencen i håndbold. Han vandt ikke en medalje, og holdet kvalificerede sig heller ikke til finalen.